# Liang-Chi Huang
Liang-Chi Huang es un tenista profesional, nacido el 8 de marzo de 1992 en la ciudad de Tainan, China Taipéi.

## Carrera
Su máximo ranking individual lo consiguió el 13 de julio del año 2015, cuando alcanzó la posición Nº 223 del ranking mundial ATP. Mientras que en dobles alcanzó la posición 172 el 11 de agosto de 2014.
Es entrenado por Ming-Chun Huang, es un jugador diestro y usa el revés a dos manos. Su superficie favorita son las pistas duras. Ha ganado hasta el momento 5 títulos futures en individuales en el año 2013, siento este su mejor año en su carrera, tanto en títulos como en el ranking. En dobles ha obtenidos 10 títulos futures, 3 de ellos en el año 2011, 4 en 2012 y otros 3 en el año 2013.
Desde el año 2012 es participante habitual del Equipo de Copa Davis de China Taipéi. Ha disputado un total de 7 encuentros, ganando en 3 ocasiones y perdiendo en las 4 restantes.
El 31 de agosto del año 2013 obtiene su primer título ATP Challenger Series, cuando se adjudica el título del Chang-Sat Bangkok Open junto a su compatriota Ti Chen. Derrotaron en la final a la pareja surcoreana formada por Suk-Young Jeong y Ji Sung Nam por 6-3, 6-2.

## Títulos; 1 (0 + 1)
| Leyenda                     | Individuales | Dobles |
| --------------------------- | ------------ | ------ |
| Grand Slam                  | 0            | 0      |
| ATP World Tour Finals       | 0            | 0      |
| ATP World Tour Masters 1000 | 0            | 0      |
| ATP World Tour 500 Series   | 0            | 0      |
| ATP World Tour 250 Series   | 0            | 0      |
| ATP Challenger Series       | 0            | 1      |

### Dobles
| No. | Fecha      | Torneo                | Superficie | Pareja  | Rival en la final           | Resultado |
| --- | ---------- | --------------------- | ---------- | ------- | --------------------------- | --------- |
| 1.  | 31.08.2013 | Challenger de Bangkok | Dura       | Ti Chen | Suk-Young Jeong Ji Sung Nam | 6-3, 6-2  |